# Часник скельний
Часник скельний, цибуля скельна (Allium rupestre) — вид трав'янистих рослин родини амарилісові (Amaryllidaceae), поширений у південно-східній Європі й західній Азії.

## Опис
Багаторічна рослина 25–40 см. Квітконіжки майже рівні, в 1.5–2 рази довші від оцвітини. Оцвітина 5–6 мм довжиною, блідо-рожева, майже біла, з пурпуровими середніми жилками, матова.

## Поширення
Поширення: Болгарія, Крим, Північна Туреччина, Північний Кавказ, Закавказзя.
В Україні вид зростає на кам'янистих схилах, скелях — у гірському Криму, досить зазвичай.